# پیشینه باشگاه فوتبال زنان پرسپولیس

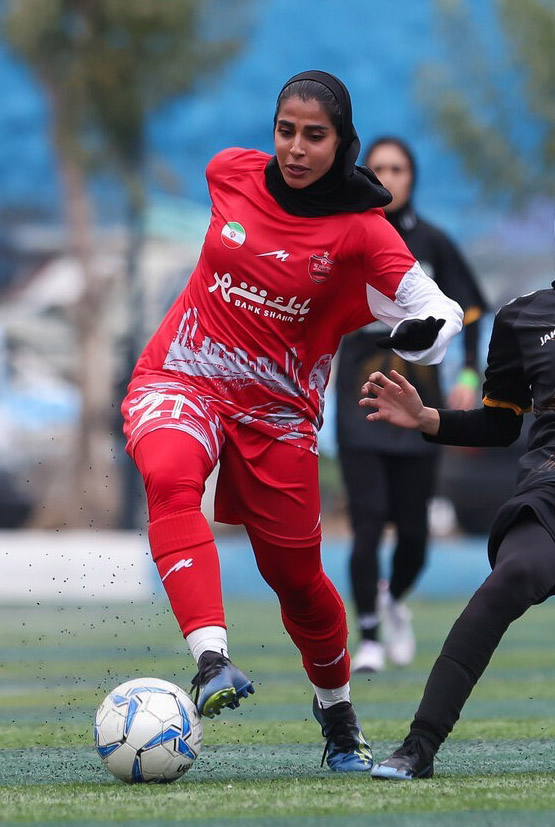
نخستین بازی پرسپولیس پس از راه‌اندازی دوباره در ۲۰۲۴. فاطمه صفا راستگو، از گل‌زنان برتر باشگاه در تصویر.

باشگاه فوتبال زنان پرسپولیس یک باشگاه فوتبال زنان در تهران، ایران است که در سال ۱۳۵۱ بنیان‌گذاری شد.
این باشگاه، از پیشگامان فوتبال زنان در ایران بوده است و اثرگذاری اجتماعی قابل توجهی دارد. دارندهٔ آن، باشگاه ورزشی پرسپولیس است. این تیم، هم‌اکنون در لیگ برتر زنان ایران رقابت می‌کند.

## دوران نخستین

تیم فوتبال دختران پرسپولیس در سال ۱۹۷۳. هنگامه افشار نفر اول نشسته از چپ کاپیتان تیم فوتبال بانوان پرسپولیس

پرسپولیس پیش از انقلاب ۱۳۵۷ تیم زنان را به‌شکل حرفه‌ای داشت. آن‌ها پس از تاج و به همراه دیهیم و عقاب از پیشگامان فوتبال زنان در ایران بودند.
نخستین تیم زنان پرسپولیس، در بدنهٔ تیم ملی فوتبال زنان ایران، با تیم زنان ایتالیا نیز مسابقه داده بودند.

## تلاش‌های ناکام برای راه‌اندازی پس از انقلاب ۱۳۵۷
در تابستان ۱۳۸۷، رئیس کمیته بانوان فدراسیون فوتبال ایران از این باشگاه درخواست کرد تا در لیگ شرکت کند. در اواخر همان سال، پرسپولیس امتیاز تیم زنان پیکان را در اختیار گرفت و در لیگ فوتبال زنان ایران شرکت کرد.

## راه‌اندازی اجباری توسط AFC؛ آغاز با قهرمانی لیگ یک

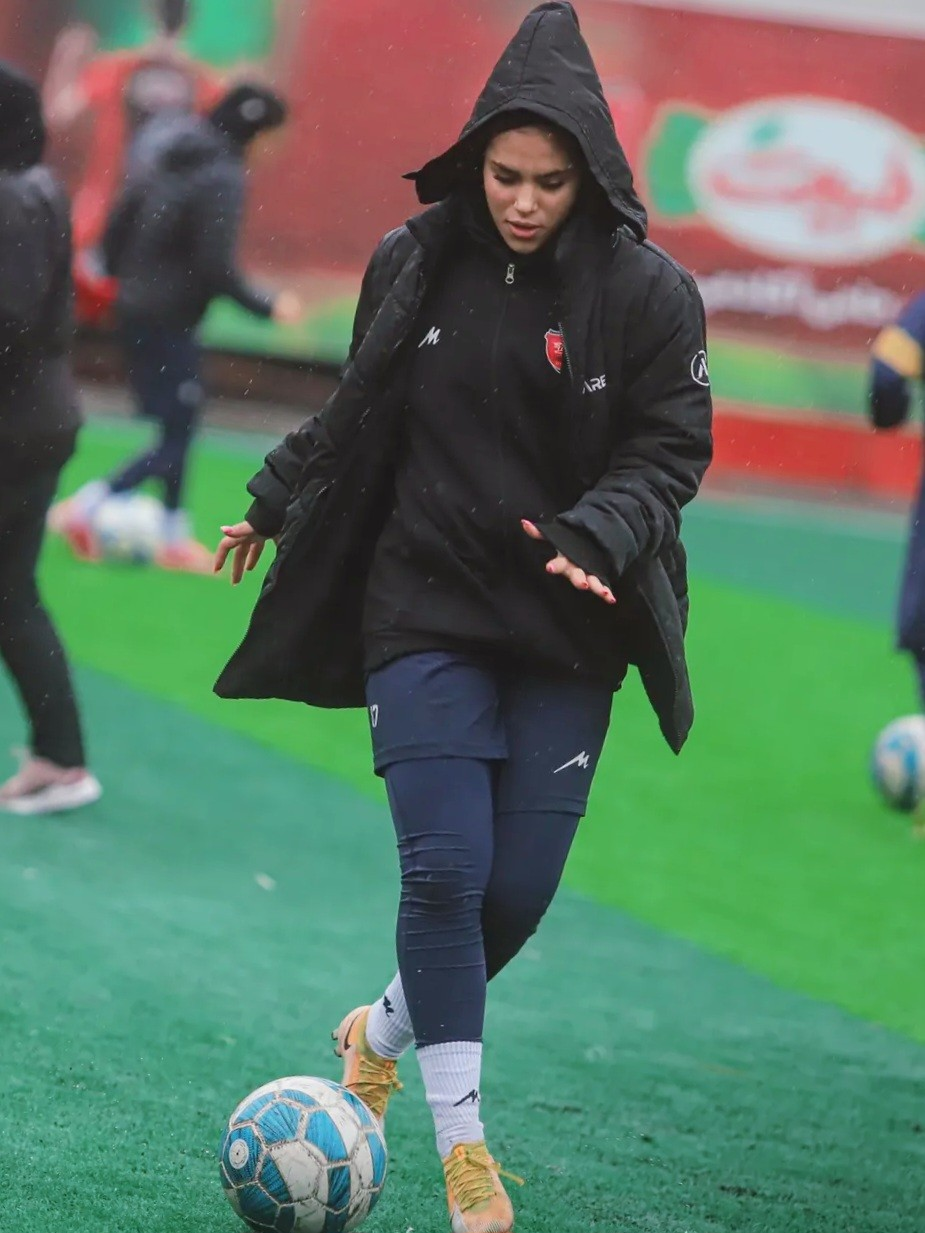
ورزشگاه درفشی‌فر، کمپ تمرین تیم در دوران راه‌اندازی دوباره، بود.

در سال ۲۰۲۳ اعلام شد که با توجه به اجبار کنفدراسیون فوتبال آسیا برای تیم داری در فوتبال زنان، باشگاه پرسپولیس بخش زنان خود را دوباره بنیان‌گذاری خواهد کرد.
در ۱۲ اکتبر ۲۰۲۴، اعلام شد که سرانجام پس از مخالفت‌ها و مشکل‌های فراوان، پرسپولیس با خرید امتیاز «تیم فوتبال زنان ئاکو کرمانشاه» در لیگ یک زنان ایران تیم‌دار شد و دوباره تیم فوتبال زنان خود را، راه‌اندازی کرد.
در اکتبر ۲۰۲۴، آشکار شد باشگاه پرسپولیس تشکیلات سازمانی و زیرساختی‌ای برای تیم زنان خود در نظر ندارد و برنامه‌ای نیز برای فوتبال پایه زنان، نخواهد داشت. بسیاری تخمین زدند با رفع سختگیری AFC برای تیم‌داری باشگاه‌ها در بخش زنان، تیم زنان پرسپولیس نیز با توجه به مشکلات ورزش زنان در ایران، دوباره منحل خواهد شد. اگرچه حسین بادامکی، یک مقام باشگاه پرسپولیس، در این باره گفت که بدون بخش زنان، این باشگاه چیزی کم داشته است و پرسپولیس، به‌صورت قطعی، برای بخش زنان خود، سازمان‌دهی و زیرساخت ایجاد خواهد کرد.
در ۱۵ اکتبر ۲۰۲۴، شادی رضایی به‌عنوان سرمربی تیم، گزینش گردید.
کمی پس از راه‌اندازی در اکتبر ۲۰۲۴، باشگاه پرسپولیس فراخوانی برای یافتن دختران توانمند فوتبالیست منتشر کرد و تنها در دو روز، بیش از ۳۰۰ دختر در تمرین این تیم تست دادند. راه‌اندازی دوباره تیم زنان پرسپولیس، شور و خواستاری بسیاری میان دختران علاقه‌مند به فوتبال ایران، ایجاد کرد. به‌گونه‌ای که در پنج روز، بیشتر از ۵۰۰ دختر برای عضویت در تیم، تست دادند.

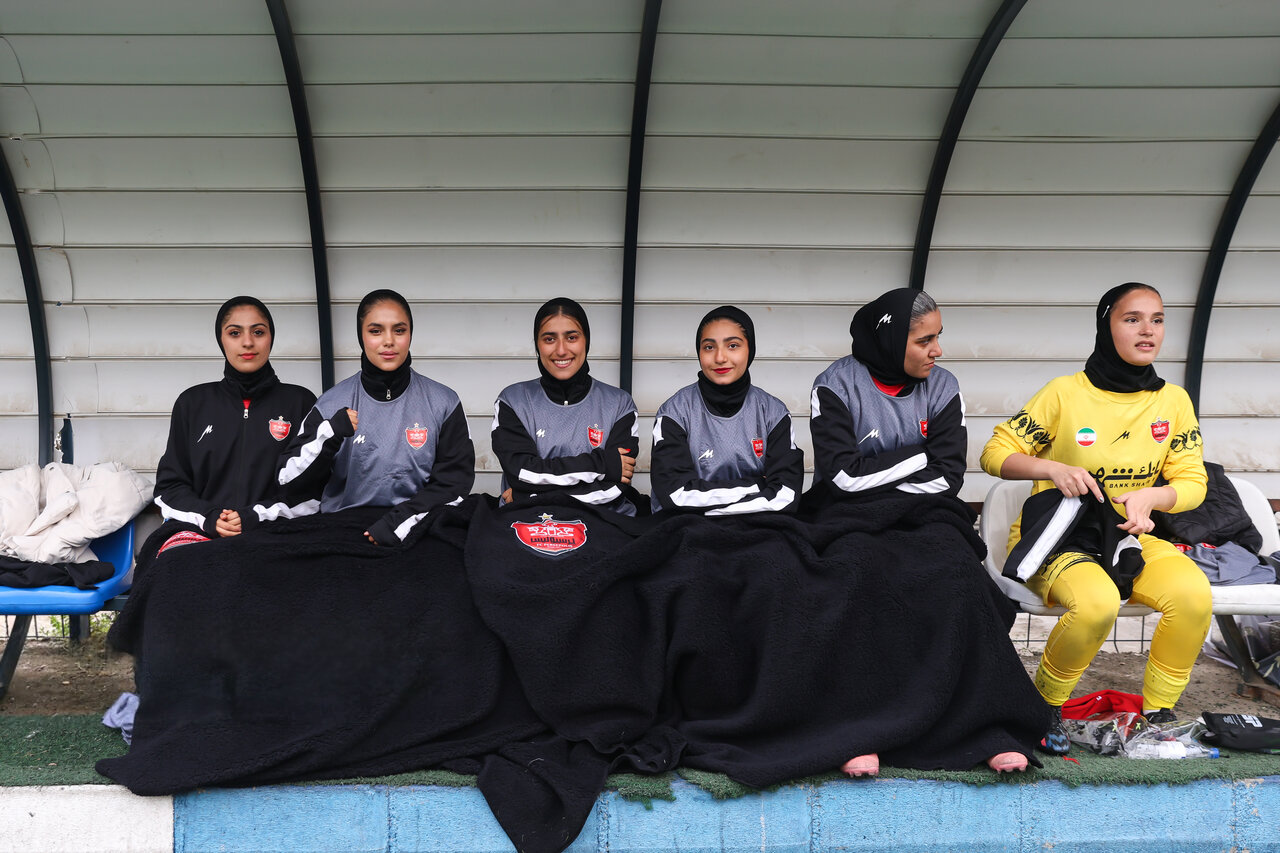
نمایی از نیمکت‌نشینان پرسپولیس، در نخستین بازی تیم پس از انقلاب در برابر مهرگان در ۱۴ نوامبر ۲۰۲۴.

در ۱۴ نوامبر ۲۰۲۴، تیم در نخستین بازی خود در لیگ دسته یک زنان ایران یک بر صفر شکست خورد. اگرچه کیت‌های بازیکنان همانند تیم مردان بود، اما زمین مسابقه چمن مصنوعی بود که در مسابقه‌های فوتبال مردان ممنوع بوده است و تیم، همراه خود، پزشک نیز نداشت. شمار زیادی از بازیکنان دو تیم مصدوم شدند و یکی از بازیکنان پرسپولیس دچار خون‌ریزی شدید شد و به دلیل نبود پزشک، بیهوش، به بیمارستان برده شد؛ عدم دادن امکانات مناسب به تیم زنان در این بازی، باعث سرافکندگی این باشگاه دانسته شد.
در ۳ فوریه ۲۰۲۵، تیم زنان پرسپولیس در بازی برگشت پلی‌آف لیگ دسته یک زنان، با یک گل از فولاد شکست خورد اما با توجه به برد ۳–۰ در دیدار رفت، توانست در نخستین فصل پس از راه‌اندازی دوباره، به لیگ برتر زنان ایران راه پیدا کند. پس از قطعی کردن راه‌یابی به لیگ برتر، پرسپولیس با سرمربی‌گری شادی رضایی با پیروزی در فینال لیگ دسته یک فوتبال زنان ایران، در این سال قهرمان این لیگ نیز شد.

## دوران شروع در لیگ برتر
پس از راه‌یابی پرسپولیس به لیگ برتر زنان ایران در فصل ۲۰۲۵، مدیران باشگاه تصمیم گرفتند ورزشگاه کاظمی تهران را به خانهٔ این تیم تبدیل کنند. شایعه‌ها پیرامون دگرگونی در پرسنل تیم، از جمله سرمربی، در رسانه‌ها پخش شدند و گمانه‌زنی‌ها اشاره به حضور مریم آزمون بر روی نیمکت پرسپولیس داشتند. در این دوره، جذب ستارگان فوتبال زنان ایران و ملی‌پوشان توسط پرسپولیس را رسانه‌ها پیش‌بینی کرده بودند.

## فصل‌ها و پیشینه در آسیا
باشگاه تاکنون در هیچ‌کدام از رقابت‌های فرامرزی، چه پیش از انقلاب ۱۳۵۷ چه پس از آن، شرکت نکرده است. با این حال، باتوجه به راه‌یابی احتمالی، تخمین زده می‌شود به زودی این اتفاق، رخ دهد.